# Pandura

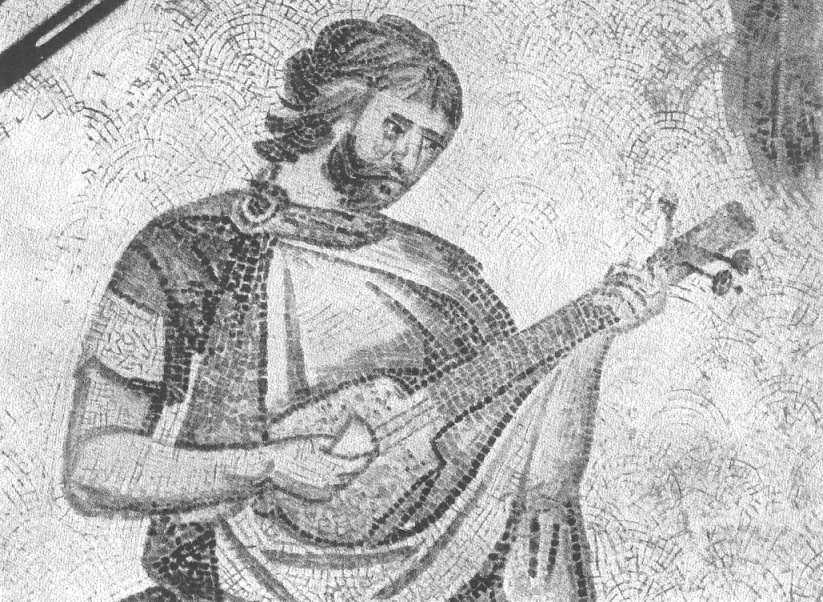
Pandura bizantina de um mosaico do século VI em Constantinopla no Grande Palácio dos Imperadores Bizantinos.

Pandura (em grego antigo πανδουρίς, AFI [pandur'is]), também grafado pandoura ou pandouris, é um instrumento grego antigo, semelhante a um alaúde com braço longo, que possuía três cordas e por isso também era denominado tricorde (em grego τρίχορδον, AFI [tr'ikhordon]. Na Idade Média o instrumento se transformou no tambouras que, por sua vez, deu origem ao moderno bouzouki.